# Klemen Lah
Klemen Lah, slovenski literarni zgodovinar in pisec radijskih iger, * 1974, Ljubljana.

## Življenje
Študiral je  sociologijo ter slovenski jezik in književnost, oboje na pedagoški smeri, na Filozofski fakulteti Univerze v Ljubljani, kjer je leta 1999 diplomiral. Leta 2002 je sledil magisterij iz slovenske književnosti (Nagrada Slavističnega društva Slovenije 2003). Na Filozofski fakulteti v Zagrebu je leta 2009 dokončal doktorski študij književnosti.

## Delo
Poučeval je na številnih šolah, deluje tudi kot publicist, prevajalec, lektor na Filozofski fakulteti v Zadru in na Reki,  sodelavec založbe Mladinska knjiga (sodelavec za književnost pri Velikem slovenskem leksikonu, soavtor Leksikona slovenskih literarnih junakov, srednješolskih beril Umetnost besed, Odkrivajmo življenje besed, avtor literarnih kritik in spremnih besed), koordinator Cankarjevega literarnega festivala (2006–2008) pri slavističnem društvu) ...
Napisal je radijski igri Šopek za Barbaro in Elizabeta Cvilinska ter radijsko pravljico Zakaj je to pravljica, ki so bile posnete in predvajane na Radiu Slovenija. Igra Šopek za Barbaro je zmagala na natečaju za otroško radijsko igro RTV Slovenije in Radia Trsta, radijska pravljica Zakaj je to pravljica pa je bila odkupljena na javnem natečaju za izvirno slovensko pravljico 2010.
Učitelj slovenskega jezika na Filozofski fakulteti v Zadru in na Filozofski fakulteti na Reki.

## Izbrana bibliografija

### Razprave
- Analiza beril za 5. razred osnovne šole. Slavistična revija, 51/4 (2003). 475–480. (COBISS)
- Zrcalce ali kaj je videl Don Kihot. Zbornik Slavističnega društva Slovenije. Ljubljana: SDS, 2005.
- Podoba hrvaškega literarnega lika v slovenski pripovedni književnosti. Zbornik Slavističnega društva Slovenije. Ljubljana: SDS, 2006.
- Podoba literarnih likov romskega rodu. Zbornik Slavističnega društva Slovenije. Ljubljana: SDS, 2007.

### Knjige
- Leksikon slovenskih literarnih junakov. Soavtorica Andreja Inkret. Ljubljana: Mladinska knjiga, 2002. (COBISS)
- Slovenski splošni leksikon. Novejša slovenska književnost. Ljubljana: Mladinska knjiga, 2004.
- Soavtor gimnazijskih in srednješolskih beril Umetnost besede 1, 2, in 3, 4 in Odkrivajmo življenje besed 1, 2, 3 in 4 (Mladinska knjiga).
- Goldfisch. Psihološki triler. Brežice: Založba Primus, 2021.

### Projekti
- Soavtor pri spletnem projektu NEDWEB, Literature in context.
- Soavtor pri spletnem projektu Virtualni svet književnosti (VSK).

### Radijske igre za otroke
- Šopek za Barbaro: radijska igra za otroke. Ljubljana: Radio Slovenija, Uredništvo igranega programa, 1998. (COBISS)
- Elizabeta Cvilinska: radijska igra za otroke. Ljubljana: Radio Slovenija, Uredništvo igranega programa, 2005.
- Cin Cin: radijska igra za otroke. Ljubljana: Radio Slovenija, Uredništvo igranega programa.
- Zakaj je to pravljica: radijska pravljica za otroke. Ljubljana: Radio Slovenija, junij 2011. http://tvslo.si/predvajaj/klemen-lah-zakaj-je-to-pravljica/ava2.108816926/
- Za ostalo gradivo glej »zgodovina strani«, datum 20. 12. 2008.